# Dorothea Rudolph (Fotografin)
Dorothea Rudolph (* 1917 in Baden-Baden) war eine deutsche Fotografin, die während des Dritten Reichs aktiv war.

## Leben und Werke
Dorothea Rudolph war die Tochter eines Ingenieurs und wuchs auf einem Hofgut im Schwarzwald auf. Bis zu ihrem 16. Lebensjahr erhielt sie Privatunterricht. Sie arbeitete in dem Diätkurheim mit, das ihre Eltern betrieben, und besuchte ab 1937 eine private Handelsschule in Stuttgart. Als Kontoristin arbeitete sie zunächst bei einem Architekten, dann wurde sie Sekretärin ihres Vaters. Nachdem sie autodidaktisch das Fotografieren erlernt hatte, begann sie sich als „Bildschriftstellerin“ zu betätigen, das erste Honorar erhielt sie 1934 für Gedichte, die in den Hamelschen Zeitschriften veröffentlicht wurden. Rudolph veröffentlichte Beiträge im Schwarzwälder Boten, dem Westdeutschen Beobachter, dem Alemannen, dem Hakenkreuzbanner, der Württemberger Zeitung und in Volkstum und Heimat. 1935 wurde sie Mitglied im BDM. Ihre propagandistischen Werke, hauptsächlich Bildberichte und Gedichte, erschienen unter anderem in Das Deutsche Mädel und Unser Weg.
1938 veröffentlichte sie im Nationalen Aufbau Verlag das Buch Wir sind stolz auf euch! Arbeitsmaiden schaffen für Deutschland. Fotos von Dorothea Rudolph wurden auch zur Illustration von Irmgard Perzls Buch Jungmädel auf dem Köllingshof, das 1941 erschien, verwendet. Ein Teil ihres Archivs befindet sich im Stadtarchiv Stuttgart.
Das Haus der Geschichte der Bundesrepublik Deutschland zeigte in der Ausstellung frauenobjektiv auch Werke von Dorothea Rudolph. Laut dem Begleitbuch zur Ausstellung ist über den Lebensweg der Fotografin nach dem Zusammenbruch des Dritten Reichs nichts bekannt. Im FotografenWiki findet sich die Angabe, Rudolph sei nach dem Zweiten Weltkrieg nach Rickenbach im Südschwarzwald gezogen und 1990 im Ortsteil Wieladingen gestorben. Als Quelle wird dort Rolf Sachsse bzw. Rudolphs Bekanntenkreis angegeben.